# 陳崧齡
陳崧齡，福建福州府閩縣（今福建省福州市）人，清朝政治人物、進士出身。
同治十三年（1874年），登進士，改庶吉士。光緒六年，散館，授翰林院編修。